# 海道测量
海道测量也称水道测量，是获取、维护和处理用于描述固体地球水圈及其边界的空间数据与信息的过程与技术。其主要任务是进行水深测量和海岸地形测量，获取海底地貌、底质情况和航行障碍物等资料，为编绘航海图提供数据，以保证船舶航行安全。

## 定义
中华人民共和国学术界对海道测量和海洋测量的定义上存在分析，一般可以认为海道测量是海洋测量的一部分，海道测量的目的是为了船只的航行安全，而海洋测量包括了海上开展的一切测量活动。海道测量对应的英文为hydrographic survey，而marine survey，sea survey，ocean survey，oceanographic survey则指海洋测量，其中sea survey，ocean survey，oceanographic survey也可翻译为海洋调查。另外需要注意的是，英语中hydrography一词在中国学术界有海道测量学和水文地理学两种含义。

## 组织机构
海道测量局或水文局是从海军的机构中发展形成，现在各国负责海道测量的机构主要有三种类型：
- 军用/民用混合型：例如美国的海道测量任务由隶属于美国商务部的美国国家海洋和大气管理局（NOAA）和隶属于国防部的美国国家地理空间情报局（NGA）共同负责；中华人民共和国的海道测量任务由中国人民解放军海军海道测量局和中华人民共和国海事局共同负责。
- 附属于海军：例如日本海上保安厅下属的海洋情报部，英国国防部下属的英国海道测量局等。
- 附属于其他政府部门，如海事局、港务局、商务部等，如韩国海洋水产部下属的国立海洋调查院。

1921年成立的国际海道测量组织（IHO）是一个纯技术性和咨询性质的政府间国际组织，目前有80多个成员国。

## 方法
海道测量主要包括控制测量、水位观测、水深测量和海岸地形测量几个方面。目前控制测量主要采用三角测量和GPS测量的方法进行。水位观测主要是通过验潮站，采用水尺、井式自记验潮仪、声学或压力式传感器等专用设备实施。另外。利用卫星遥感、差分全球定位系统也可进行水位观测。水深测量主要方法有单波数与多波束回声测深及机载激光测深等。